# Rug (anatomie)

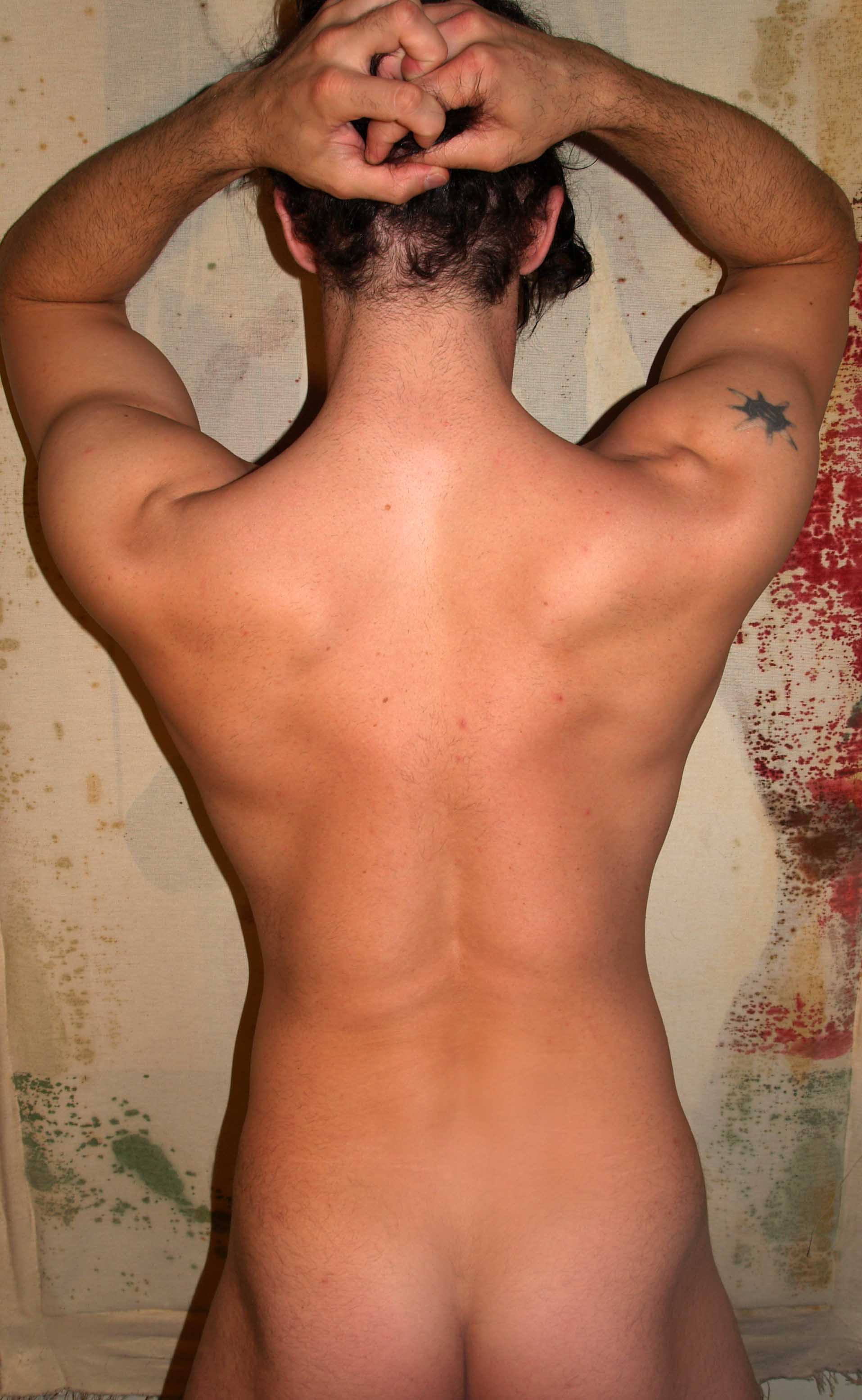
rug van een jonge man

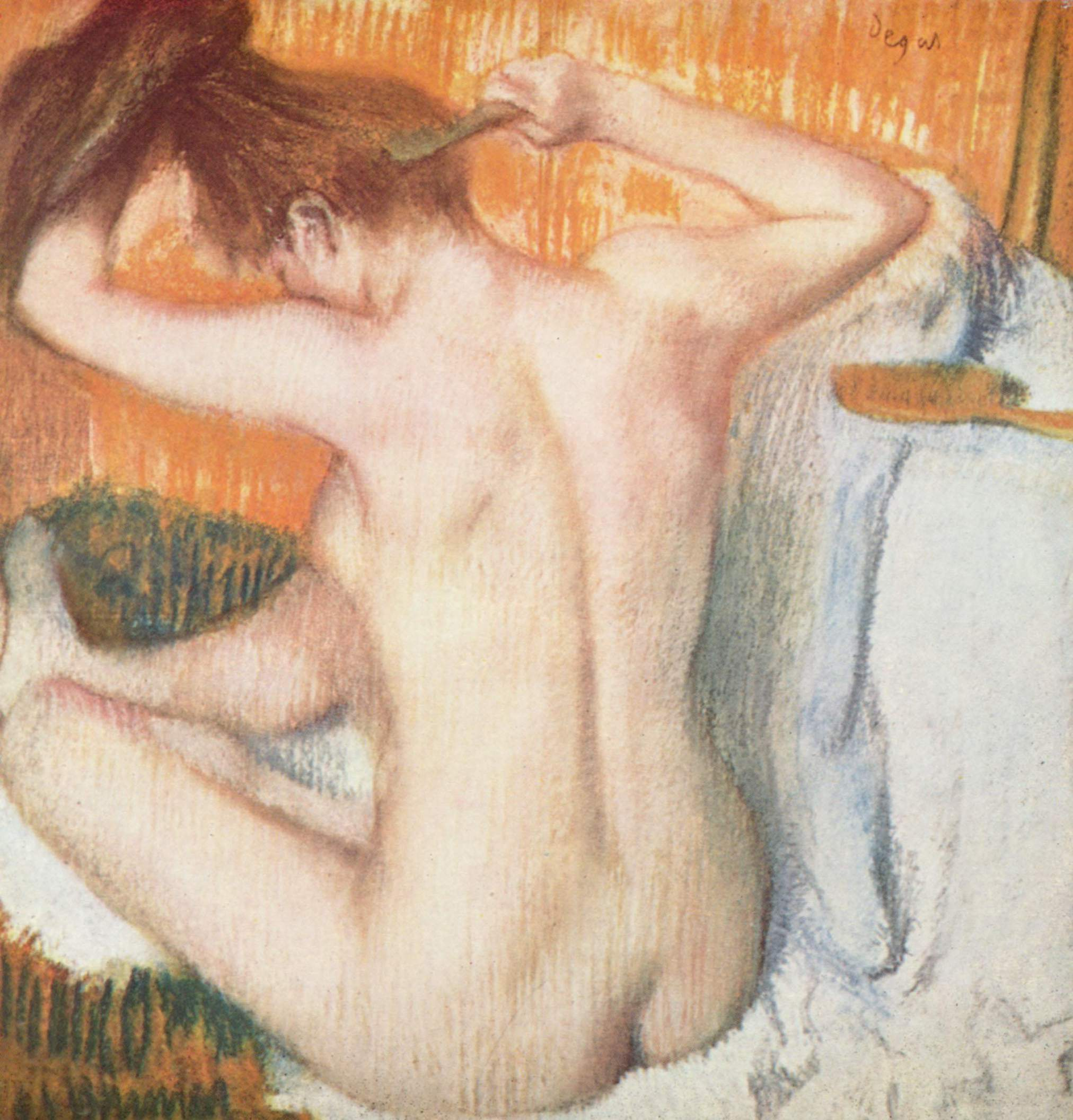
jonge vrouw op de rug gezien
Edgar Degas

De rug is bij gewervelde dieren het deel van het lichaam, dat om de wervelkolom ligt. De rug is samengesteld uit de huid, wervels, ribben en spieren.
De rug van de mens is het deel aan de achterkant van het lichaam, dat door de nek, het bekken en de armen wordt begrensd. De achterkant van de schouders wordt nog tot de rug gerekend, de organen van het maag-darmstelsel, de longen en het hart daarentegen niet.

## Aandoeningen
- caudasyndroom
- hernia
- open rug
- rugpijn
- spondylolyse
  - spondylolisthesis

schedel · wervelkolom · borstkas · borstbeen · schoudergordel · arm · bekkengordel · been

bot · gewricht · botten van de mens